# Плубер
Плубе́р (фр. Ploubezre, брет. Ploubêr) — коммуна во Франции, находится в регионе Бретань. Департамент — Кот-д’Армор. Входит в состав кантона Плестен-ле-Грев. Округ коммуны — Ланьон.
Население (2019) — 3 687 человек.

## География
Коммуна расположена приблизительно в 430 км к западу от Парижа, в 150 км северо-западнее Ренна, в 55 км к северо-западу от Сен-Бриё, в 17 км от национальной автомагистрали N12. Пригород Ланьона, примыкает к нему с юга.

## История
Люди жили в районе нынешнего Плубера с периода неолита, о чем свидетельствуют найденные здесь каменные инструменты и несколько менгиров. Впервые упоминается в документах в 1330 году под названием Plebis Petri. В Средние века местные сеньоры построили здесь несколько замков, самым мощным из которых был Коафрек. 
Во время Религиозных войн Плубур в 1590 году, так же как Ланьон и ряд других соседних городов, был сожжен войсками герцога де Меркёра. В 1592 году сторонники Лиги заняли замок Коафрек и удерживали его до 1593 года. После окончания войны, в 1600 году, замок был снесен по приказу Генриха IV, сохранились его руины.

## Достопримечательности
- Церковь Святого Петра (XVI век) и кладбище. Исторический памятник с 1910 года[2]
- Руины замка Коафрек (XV век). Исторический памятник с 1927 года[3]
- Замок Кергрис (XV век). Исторический памятник с 1926 года[4]
- Усадьба Керозерн (XV век). Исторический памятник с 1926 года[5]

## Экономика
Структура занятости населения:
- сельское хозяйство — 16,3 %
- промышленность — 2,8 %
- строительство — 12,0 %
- торговля, транспорт и сфера услуг — 39,2 %
- государственные и муниципальные службы — 29,6 %

Уровень безработицы (2018) — 9,9 % (Франция в целом —  13,4 %, департамент Кот-д’Армор — 11,5 %). 

Среднегодовой доход на 1 человека, евро (2018) — 21 89ё0 (Франция в целом — 21 730, департамент Кот-д’Армор — 21 230).
В 2007 году среди 1928 человек в трудоспособном возрасте (15—64 лет) 1373 были экономически активными, 555 — неактивными (показатель активности — 71,2 %, в 1999 году было 71,4 %). Из 1373 активных работали 1230 человек (666 мужчин и 564 женщины), безработных было 143 (70 мужчин и 73 женщины). Среди 555 неактивных 144 человека были учениками или студентами, 259 — пенсионерами, 152 были неактивными по другим причинам.

## Демография
Динамика численности населения, чел.

## Администрация
Пост мэра Плубера с 2014 года занимает Брижитт Гуран (Brigitte Gourhant). На муниципальных выборах 2020 года возглавляемый ею правый список победил во 2-м туре, получив 59,47 % голосов.
| Период | Период | Фамилия       | Партия                  | Примечания           |
| ------ | ------ | ------------- | ----------------------- | -------------------- |
| 1965   | 1989   | Клод Кефлу    | Социалистическая партия | полковник в отставке |
| 1989   | 1992   | Андре Поган   | Социалистическая партия | учитель              |
| 1992   | 2014   | Жан-Ив Мену   | Социалистическая партия | пенсионер            |
| 2014   |        | Брижитт Гуран | Разные правые           | фермер               |

## Города-побратимы
- Лланбрадч, Уэльс

## Галерея
- Церковь Святого Петра
- Руины замка Коафрек
- Часовня Сен-Фьякр